# Vụ chìm MV Conception
Vụ chìm MV Conception xảy ra vào ngày 2 tháng 9 năm 2019, khi chiếc thuyền lặn dài 75 feet (23 m) bốc cháy và cuối cùng bị chìm ngoài khơi đảo Santa Cruz, California, Hoa Kỳ. Chiếc thuyền được neo đậu tại cảng Platts, một vịnh nhỏ chưa phát triển ở bờ phía bắc của hòn đảo, với hơn 30 hành khách đang ngủ dưới boong tàu khi đám cháy bùng phát ngay sau 3 giờ sáng. Năm thành viên thủy thủ đã thức dậy, trốn thoát và được đón lên bằng một chiếc thuyền gần đó. Vụ mất tích tàu đã thúc đẩy một chiến dịch giải cứu của Tuần duyên Hoa Kỳ. Đã có 34 người chết và 5 người bị thương.

## Thông tin tàu bị nạn

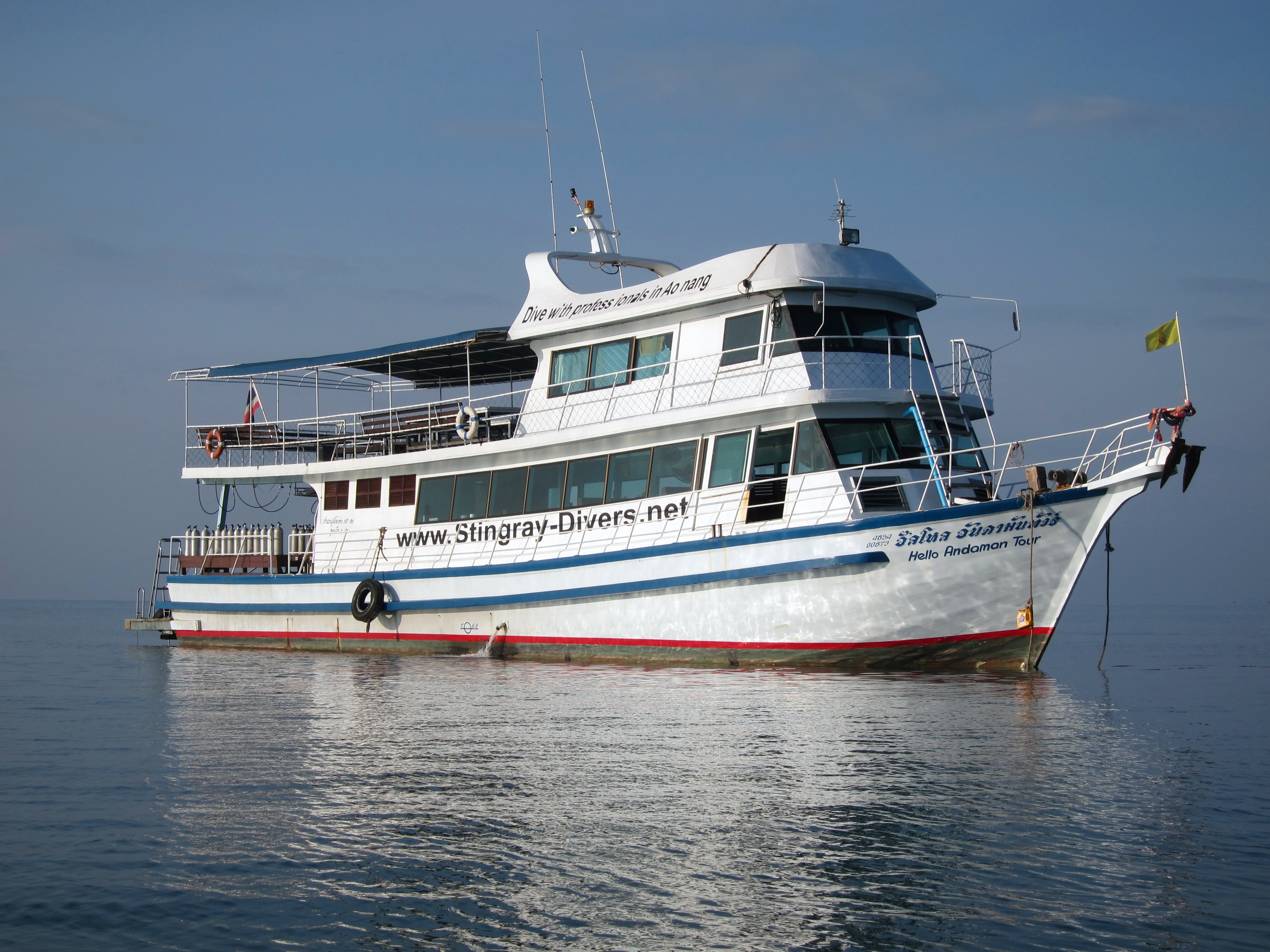
Một chiếc thuyền lặn có thiết kế tương tự như MV Conception, với nhiều sàn bao gồm cả bến ngủ bên dưới boong tàu

MV Conception là một tàu lặn 75 foot (23 m) có thể được thuê bởi các nhóm để ăn, ngủ và thư giãn trong khi lặn quanh Quần đảo Channel, nằm gần bờ biển bởi Los Angeles, California. Tàu được cho là tuân thủ tất cả các quy định và không có bất kỳ vi phạm nào. Nó có thể cấp chỗ ngủ cho 46 người với 13 giường đôi và 20 giường đơn được xếp thành hai và ba. Con tàu, được điều hành bởi Truth Aquatics, trong chuyến đi lặn biển kéo dài ba ngày cho kỳ nghỉ cuối tuần Ngày lao động, và là một trong những gói tour lặn phổ biến nhất của Truth Aquatics.

## Diễn biến vụ cháy
Vào đêm xảy ra hỏa hoạn, một thành viên phi hành đoàn thức dậy với âm thanh của một tiếng pop trong bóng tối và tin rằng đó là một thành viên phi hành đoàn hoặc hành khách mất phương hướng. Khi rời khỏi giường để cố gắng giúp đỡ cá nhân, anh phát hiện ra con tàu đang bốc cháy. Năm trong số sáu thành viên phi hành đoàn đã có thể thoát khỏi con tàu và chèo ra những chiếc thuyền khác gần đó để tìm kiếm viện trợ. Một trong những người tìm cách thoát khỏi con tàu là thuyền trưởng của tàu, người tuyên bố cửa thoát hiểm phía sau bị nhấn chìm trong lửa và phi hành đoàn còn sống không thể làm gì để giúp hành khách.
Họ đưa ra một cảnh báo mayday từ một trong các tàu và sử dụng một chiếc thuyền bơm hơi nhỏ để cố gắng tìm kiếm những người sống sót. Trong khi chờ đợi viện trợ, những tiếng nổ nhỏ đã được nghe thấy từ Conception, được phi hành đoàn tin rằng nguyên nhân là do các bình lặn bổ nhào bị vỡ do sức nóng của ngọn lửa.
Các thành viên Tuần duyên, Sở cứu hỏa quận Ventura và Santa Barbara, và Tàu hỗ trợ đã đáp lại lời kêu gọi của một chiếc thuyền chìm trong ngọn lửa mà họ đã nhận được lúc 3:30 sáng. Các quan chức đã vật lộn để chữa cháy, vì con tàu đang ở một nơi xa xôi với khả năng chữa cháy hạn chế, hành khách đang ngủ dưới boong tàu và ngọn lửa di chuyển rất nhanh. Để cố gắng chữa cháy và cho phép các tàu cứu hỏa tiếp cận tàu, nó đã được một tàu TowBoatUS kéo ra vùng nước sâu hơn. Con tàu chìm khoảng bốn giờ sau, đến độ sâu 64 foot (20 m) khoảng 20 thước Anh (18 m) từ bờ phía bắc của đảo Santa Cruz.

## Nạn nhân
Tính đến ngày 2 tháng 9, thợ lặn Tuần duyên Hoa Kỳ đã tìm thấy 25 thi thể, trong khi chín người khác vẫn mất tích. Bốn thi thể ban đầu được phục hồi từ mặt nước và 16 người khác được kéo ra khỏi thân tàu chìm sau đó. Năm thi thể khác có thể nhìn thấy trong tàu nhưng không thể tiếp cận được do lo ngại về điều kiện không an toàn của thuyền. Tuần duyên 
đình chỉ các nỗ lực tìm kiếm vào sáng ngày 3 tháng 9, vì nó yêu cầu đống đổ nát phải được ổn định trước khi tìm kiếm nó cho các thi thể khác. Các nạn nhân không xác định được cho là đã chết.
Hầu hết các nạn nhân đến từ California, nhưng năm thành viên của một gia đình từ Bắc Carolina được tin là trong số các nạn nhân. Hai trong số các nạn nhân được cho là học sinh tại Trường Pacific Collegiate, nơi giáo dục học sinh từ lớp bảy đến lớp mười hai. Người ta tin rằng những nạn nhân nhỏ tuổi nhất là 17 và lớn tuổi nhất là ở độ tuổi 60, với phần lớn nạn nhân từ Santa Cruz và Khu vực Vịnh.